# ウォータールー&シティー線
ウォータールー&シティー線（ウォータールー・アンド・シティーせん、英語: Waterloo & City Line）はロンドン地下鉄の路線の一つである。地表から深い位置にあるタイプの路線で、地下鉄の路線図上では濃い目の緑色(ティール)で案内されている。全長2.5kmと非常に短く、あるのはウォータールー駅とバンク駅の2つの駅だけである。この路線はテムズ川の下を通っており、両駅を行き来するのには片道4分しか掛からない。1994年までは英国鉄道の路線であった、この路線はロンドン地下鉄に移管された。
専らウォータールー駅とシティーを行き来する通勤者のため、また他の利用客が少ないために、夕方遅くや日曜日には運行が止まっている（過去には1943年から1947年の4年間には夕方遅くや休日にも運行していたことがあるが、それ以降には運行していた記録がない）。2021年以降は営業日のみ運行となり、休日は運休となります。

## 歴史
1898年7月11日に開業、ロンドンの電動の地下鉄としてはノーザン線に次ぐ2番目の開業であった。2006年4月1日には、大規模な改装のために一時閉鎖していたことがある。2006年9月11日（当初予定されていた計画よりも11日遅れて）に運行が再開した。主に、車両の塗り替え作業、掃除から、プラットホームやトンネル、駅や信号などのシステムアップグレードを含め、一新させた。2007年中に完成するこの作業はラッシュ時の輸送能力を他路線も含めておよそ25%増やし、両駅の行き来に片道40秒以上速くなるとも考えられている。

## 路線図
| 駅名           | 画像 | 開業日       | 情報                                   |
| -------------- | ---- | ------------ | -------------------------------------- |
| バンク         |      | 1898年8月8日 | シティーとして開業、1940年10月28日改名 |
| ウォータールー |      | 1898年8月8日 |                                        |